# Rosegadors del Carib

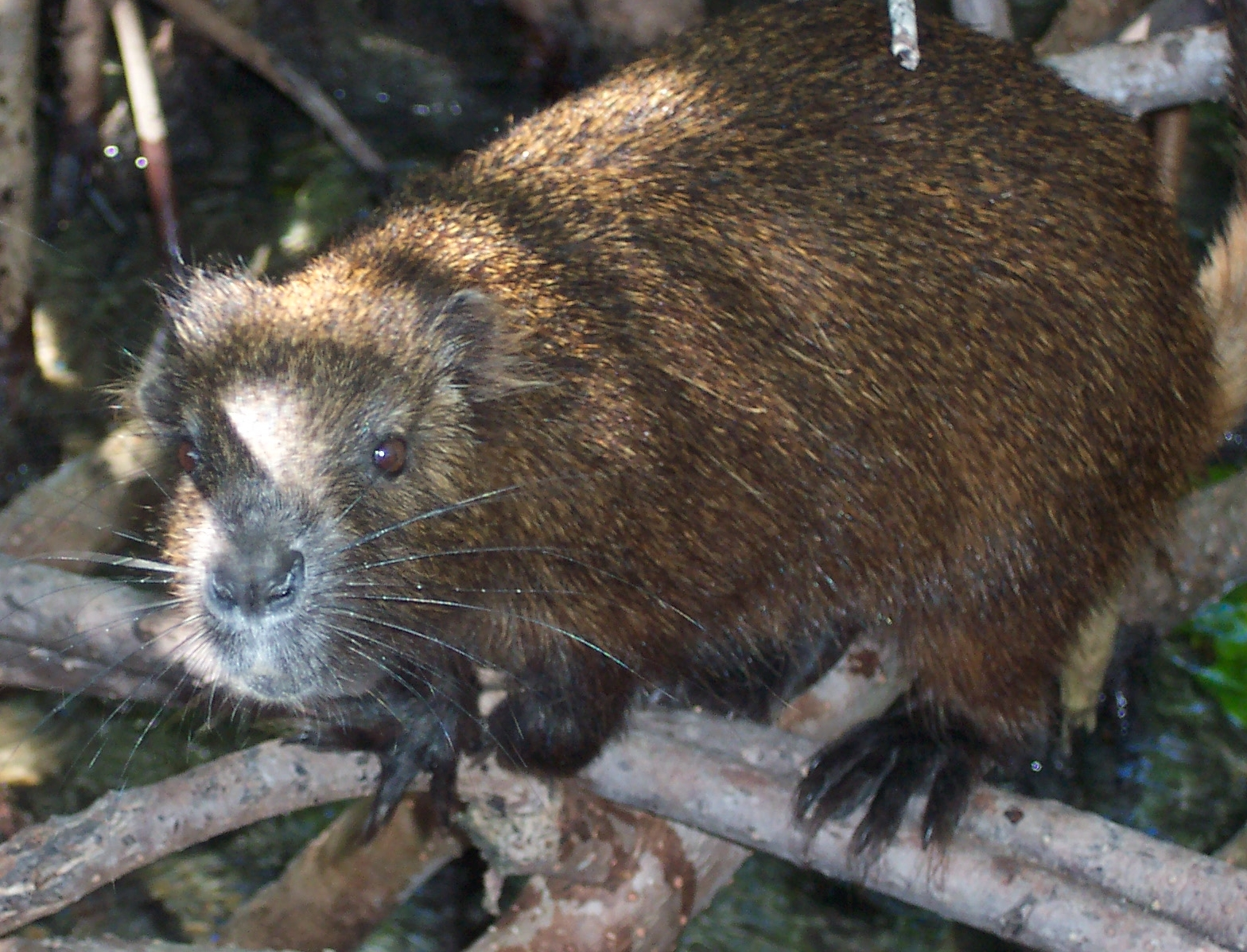
Capromys pilorides, un rosegador d'una família endèmica del Carib

A la regió del Carib hi ha una gran diversitat de rosegadors, la major part dels quals són endèmics. Els tàxons dominants són els orizominis (ratolins d'arrossar), els cricètids i tres grups d'histricògnats: les huties, les huties gegants i les rates espinoses de la subfamília dels heteropsomins. A més a més, hi ha molts altres grups de rosegadors que són espècies introduïdes o només viuen en illes situades fora de la regió faunística de les Índies Occidentals, tal com la defineix Koopman.
Fins ara no s'han observat rosegadors a l'Illa Navassa, les illes Turks i Caicos, les illes Verges Britàniques, Saint-Barthélemy, Redonda, l'illa de Saba, les dependències federals de Veneçuela i la regió insular de Colòmbia.
Els orizominis són un grup divers que abasta més d'un centenar d'espècies que viuen des de l'est dels Estats Units fins a la Terra del Foc, incloent-hi també les illes Galápagos. Al Carib, es troben a moltes illes properes al continent, des de les Keys de Florida fins a Tobago, així com a Jamaica i arreu de les Petites Antilles i Anguilla. La seva arribada a les Petites Antilles deu ser relativament recent, car els sigmodontins tan sols feren el pas de Nord-amèrica a Sud-amèrica fa uns 5 milions d'anys. A les Petites Antilles, la majoria de les espècies encara no han estat descrites, per la qual cosa l'autèntica diversitat dels rosegadors d'aquesta regió resta incerta. Tots els orizominis endèmics del Carib estan extints, però en sobreviuen poblacions insulars d'espècies continentals.
Les huties són el grup d'histricògnats endèmics del Carib més divers i l'únic que encara sobreviu, tot i que se n'han extingit moltes espècies. La majoria de les espècies són de Cuba i Hispaniola, però les huties també són oriündes de Jamaica i algunes illes més petites i han estat introduïdes a diverses altres parts del Carib. La família de les huties es divideix en quatre subfamílies, de les quals una o dues estan extintes. Porten un temps considerable al Carib, com ho demostra el descobriment d'una hutia, Zazamys, en sediments del Miocè inferior a Cuba. Això representa més de la meitat de l'antiguitat de l'histricògnat més antic conegut de Sud-amèrica (continent que els histricògnats, originaris d'Àfrica, colonitzaren per dispersió oceànica a través de l'Atlàntic).
Les huties gegants són un grup heterogeni d'histricògnats que no només conté formes realment gegants com Amblyrhiza, sinó també altres de menors com Xaymaca. Estan totes extintes. Algunes han estat incloses en la família Heptaxodontidae, però no hi ha gaire proves de la validesa d'aquest grup. S'han trobat huties gegants a Jamaica (Clidomys, Xaymaca i, possiblement, una altra forma enorme), Hispaniola (Quemisia), Puerto Rico (Elasmodontomys i Tainotherium), i Anguilla i Sant Martí, a les Petites Antilles septentrionals (Amblyrhiza).
Els heteropsomins, una subfamília de rates espinoses, tan sols han estat trobats a Cuba, Hispaniola i Puerto Rico. A cada illa s'ha trobat un gènere diferent de dues espècies, però estan totes extintes. Un quart gènere, Puertoricomys, ha estat descobert en un jaciment més antic, possiblement del Pliocè, a Puerto Rico. Aquests animals presenten caràcters intermedis entre les huties i les rates espinoses i de vegades es classifiquen com una subfamília dels capròmids.
El ratolí domèstic, la rata comuna i la rata negra són els rosegadors introduïts més comuns; aquestes tres espècies, originalment del Vell Món, han estat introduïdes arreu del món i es troben a tot el Carib.
Els agutís, un gènere d'histricògnats de les Amèriques continentals que també es troben en algunes illes del Carib, també tenen una àmplia distribució que inclou, entre d'altres, l'agutí comú a la major part de les Petites Antilles. Diversos altres histricògnats han estrat introduïts a parts del Carib.